# London River
London River è un film del 2009 diretto da Rachid Bouchareb.

## Trama
Elisabeth Sommers conduce da sola una fattoria nell'isola di Guernsey. Il marito è morto nella guerra delle Falkland e la figlia è a Londra per gli studi.
La notizia di terribili attentati terroristici a Londra con decine di morti la mette in apprensione, anche perché la figlia Jane non risponde alle sue telefonate. Dopo due giorni di inutili insistenze decide di recarsi direttamente a Londra. Qui scopre che l'appartamento di Jane è in una zona ad altissima immigrazione, e probabilmente è abitato anche da un uomo. Vi si stabilisce continuando le ricerche sempre con maggiore angoscia.
Intanto a Londra è giunto anche Ousmane, guardia forestale in Francia, allertato dalla moglie in Africa che dal giorno dell'attentato non ha più notizie del figlio Alì. Ousmane non vede Alì da quando questi aveva sei anni e sa ben poco di lui. Recatosi però in una moschea, riesce ad avere alcune notizie.
Le poche tracce del figlio lo portano a contattare la signora Sommers che si mostra scontrosa. Questa fatica ad accettare la realtà che sua figlia studiasse arabo e fosse innamorata di un ragazzo africano musulmano. Continuando a frequentare gli stessi tristi posti, insieme agli altri familiari di persone scomparse, Elisabeth e Ousmane finiscono per familiarizzare e quindi collaborano nelle ricerca dei figli. Scoprono che i ragazzi avevano acquistato dei biglietti per andare a Parigi e sulla base dell'orario del treno che avrebbero dovuto prendere, si convincono che al momento degli attentati Jane e Alì non sarebbero potuti essere in quei luoghi.
L'illusione dura il tempo di una notte. La polizia li informa che, grazie alla prova del DNA, hanno la certezza che i due ragazzi fossero nell'autobus dilaniato dall'esplosione. Ousmane informa telefonicamente la moglie e torna in Francia, al suo lavoro, dopo aver salutato affettuosamente Elisabeth che, distrutta dal dolore, tornerà comunque anche lei al suo lavoro nella fattoria di Guernsey.

## Produzione
L'idea iniziale era di farne un film per la TV, ma la sceneggiatura di Bouchareb convinse la produzione a farne un film per il grande schermo.
L'attore che interpreta Ousmane, Sotigui Kouyaté, ha vinto l'Orso d'argento per il miglior attore al Festival internazionale del cinema di Berlino.

## Distribuzione
Il film è uscito nelle sale cinematografiche italiane il 27 agosto 2010.

## Riconoscimenti
- 2009: Orso d'argento per il miglior attore a Sotigui Kouyaté al Festival internazionale del cinema di Berlino.